# Aerospace
Aerospace är ett numera upplöst svenskt indieband, bildat 2000 i Stockholm. Bandet var kontrakterat med skivbolagsetiketten Summersound Recordings (senare Labrador).
Bandet släppte endast ett album, The Bright Idea Called Soul, utgivet 2001. Skivan mottog goda recensioner.
Aerospace var förband till Belle & Sebastian på Cirkus, Stockholm den 19 mars 2002.

## Diskografi
Album
- 2001 – The Bright Idea Called Soul

EP
- 1999 – Summer Wedding (split-EP tillsammans med Airliner)
- 2001 – A Minute History of Air and Space
- 2003 – In a Place of Silver Eaves

## Medlemmar
Senaste medlemmar
Torbjörn Thorsén - sång, gitarr

Kristian Rosengren - gitarr

John Boqvist - piano och orgel

Christer Nilsson - bas

Jesper Nyrén - trummor

Tidigare medlemmar
Fredrik Balck - trummor